# Bílí Američané
Bílí Američané či američtí běloši (anglicky White Americans) je etnické a rasové označení těch obyvatel Spojených států amerických, kteří se identifikují nebo jsou vnímáni jako běloši. United States Census Bureau do této kategorie řadí přistěhovalce nebo potomky přistěhovalců z Evropy, Blízkého východu a severní Afriky.
Běloši, včetně hispánských bělochů, tvoří většinu obyvatel USA – 223 553 265 lidí, tj. 72,4 % celkové populace podle sčítání z roku 2010. Nehispánských bělochů pak bylo 196 817 552, tj. 63,7% celkové populace.
Mezi deset nejpočetnějších skupin podle původu patří: němečtí Američané (17 %), irští Američané (12 %), angličtí Američané (9 %), italští Američané (6 %), francouzští Američané (4 %), polští Američané (3 %), skotští Američané (2 %), nizozemští Američané (2 %), norští Američané (2 %) a švédští Američané (1 %). Za bělochy jsou též standardně považováni Arabští Američané, američtí Židé, Hispánci a Latinos.